# Zael, Burgos
Zael, Burgos là một đô thị trong tỉnh Burgos, Castile và León, Tây Ban Nha. Đô thị này có diện tích là 18,76 ki-lô-mét vuông, dân số năm 2007 là 129 người với mật độ 6,88 người/km².

## Biến động dân số
| 1991 |  | 1996 |  | 2001 |  | 2004 |
| ---- |  | ---- |  | ---- |  | ---- |
| 168  |  | 156  |  | 135  |  | 129  |